# Kościół św. Wawrzyńca w Kunicach
Kościół św. Wawrzyńca w Kunicach – rzymskokatolicki kościół parafialny zlokalizowany w Kunicach (powiat opoczyński, województwo łódzkie). Funkcjonuje przy nim parafia św. Wawrzyńca.

## Historia
Pierwszy kościół we wsi był drewniany, a jego historia sięga początku XIV wieku. Nie dochowały się po nim żadne pozostałości. Obecny obiekt został wzniesiony został w latach 1925–1930 z fundacji parafian. Budowniczymi byli murarze z okolic Krakowa, projektantem natomiast Wacław Borowiecki. W wyniku starań księdza proboszcza Adama Aleksiewicza konsekracja odbyła się w 1930 roku. Dokonał jej biskup Paweł Kubicki. 550-lecie parafii celebrował biskup Henryk Tomasik, a udział w uroczystości wziął m.in. poseł Robert Telus.

## Architektura
Kościół zbudowano w stylu neobarokowym, z cegły i piaskowca. Ma trzy nawy (główną z przedsionkiem), prezbiterium z ołtarzem głównym oraz ołtarze w nawach bocznych. Dach jest kryty blachą. Prezbiterium łączy się z zakrystią i skarbczykiem. Chór z organami oparty jest na czterech słupach. Z zakrystii jedno wejście prowadzi do skarbczyka, a drugie po kamiennych schodach do górnej kaplicy z obrazem Świętej Trójcy, który jest widoczny z nawy.

## Wyposażenie
W głównym ołtarzu wisi niewielki obraz Najświętszej Marii Panny z dzieciątkiem w srebrnej sukience i z perłową koroną. Na zasuwie tego obrazu umieszczono wyobrażenie św. Józefa, a wyżej św. Michała, jak również napis Humiliabitur superbia (pol. Pycha będzie upokorzoną). W bocznym, lewym ołtarzu znajduje się obraz przedstawiający św. Wojciecha w ogniu, ze świątynią w tle, pochodzący z 1900 roku i namalowany przez Kasiewicza z Warszawy. W prawym ołtarzu stoi rzeźba Jezusa na krzyżu oraz wyobrażenie św. Antoniego.
Posadzka kościoła jest kamienna. Na wyposażeniu świątyni jest też m.in. chrzcielnica z herbami oraz srebrna monstrancja (gotyk).

## Galeria

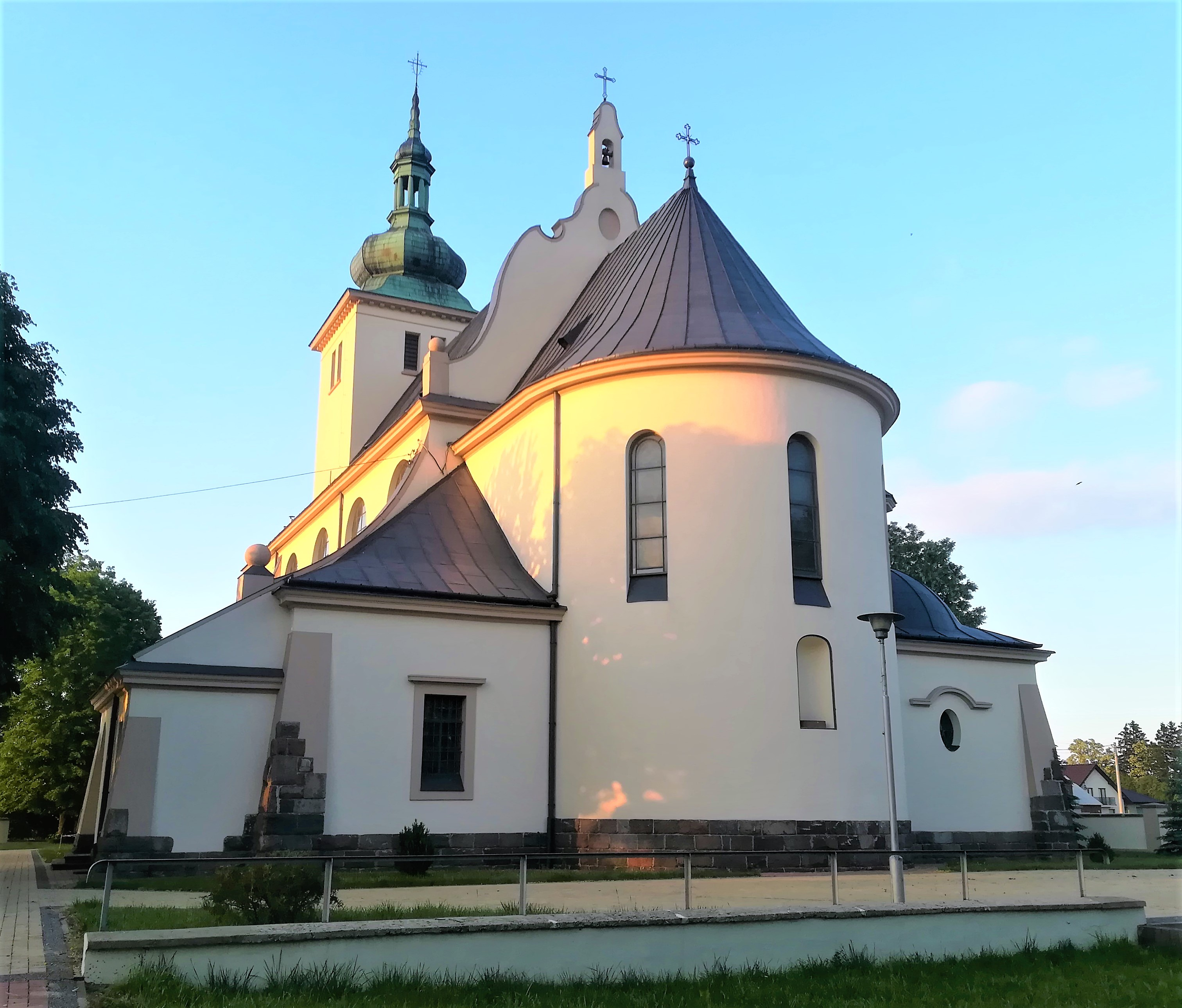
Widok od strony prezbiterium
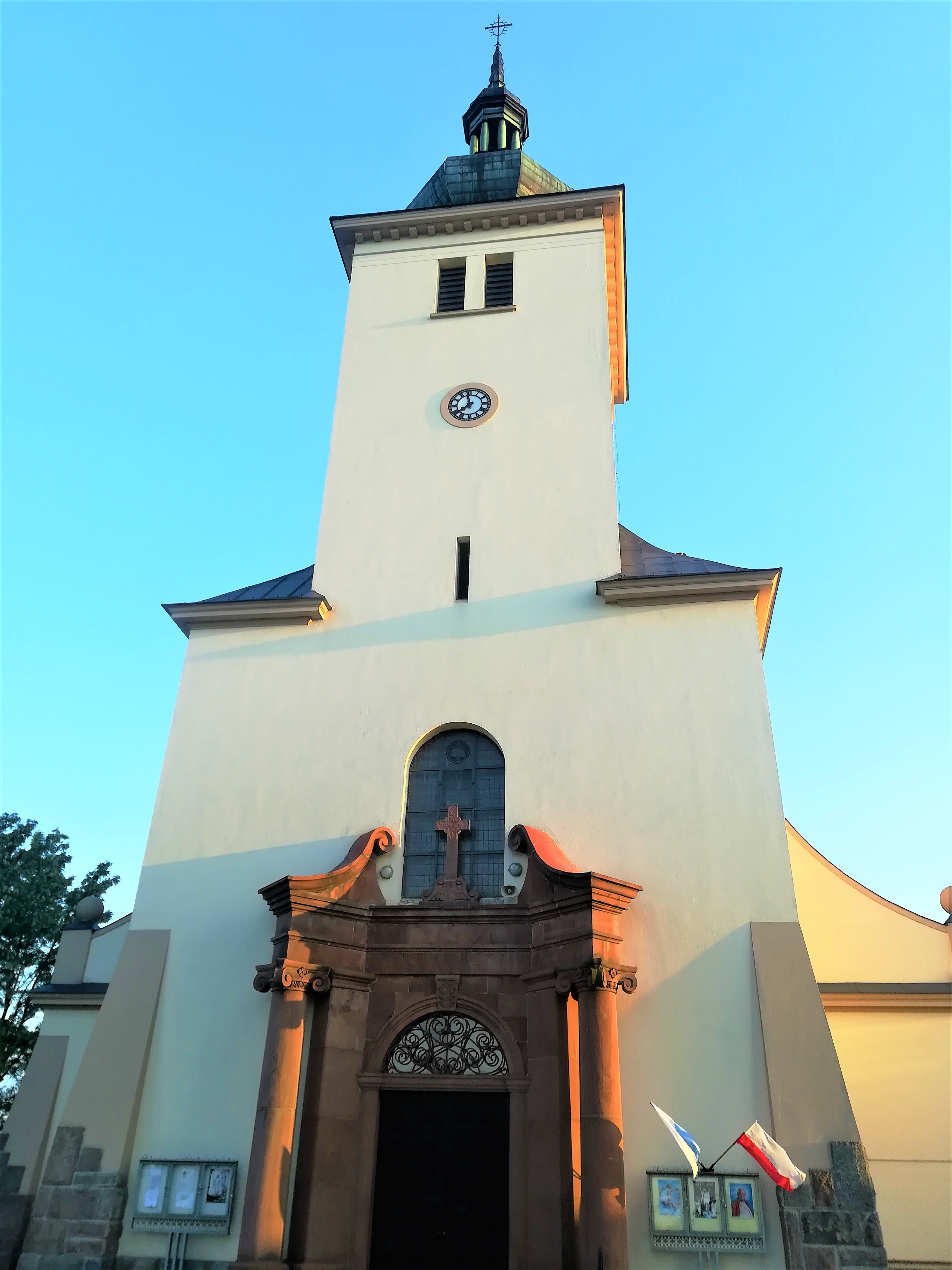
Wieża i portal wejściowy
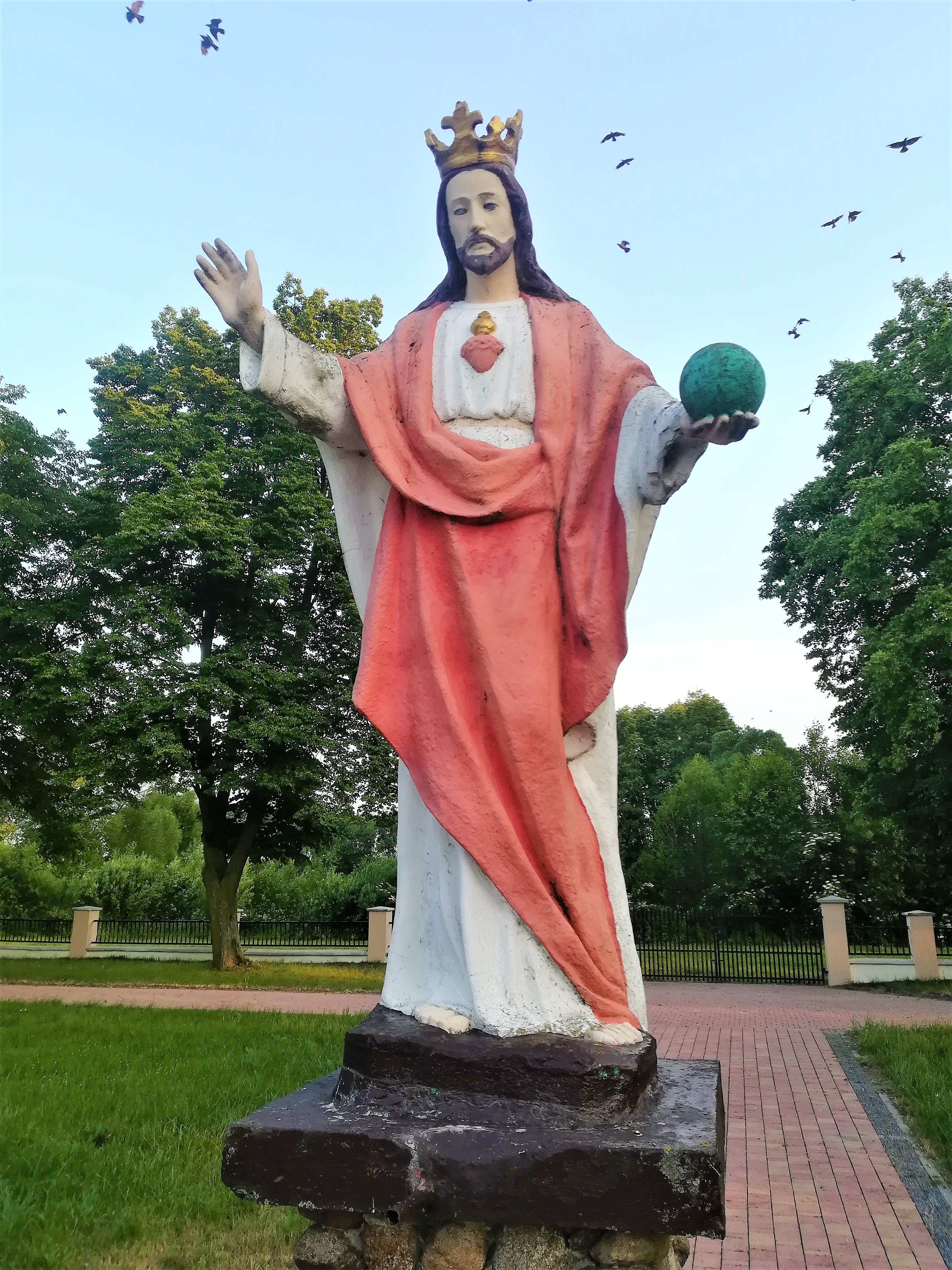
Statua Chrystusa Króla